# Central hidroeléctrica Hornitos
La central hidroeléctrica Hornitos es una planta transformadora de energía hidráulica en eléctrica de 61 MW.
La central está ubicada 55 km al este de la ciudad de Los Andes (Chile). Se encuentra certificada bajo el estándar del Mecanismo de desarrollo limpio de las Naciones Unidas.
Durante la fase de estudio del impacto ambiental, la central en proyecto tenía un costo presupuestado de US$ 62.806.900 y las siguientes dimensiones:
- Superficie total a intervenir: 29,26 ha.
- Embalse de punta: 3,84 ha, con un volumen de 172.500 m³
- Aducción en canal 1,6 km de longitud.
- Aducción en túnel: 10,51 km de longitud. (obras subterráneas).
- Línea de alta tensión: 6 km longitud.
- Caminos de servicio: 4,2 ha

En la etapa de estudios se calculaba el caudal necesario (no consuntivo)los siguientes: 8 m³/s de las aguas del río Juncal, 4 m³/s del río Juncalillo y 1 m³/s del estero El Peñón.